# تحسين النسل
تحسين النسل (بالإنجليزية: eugenics، من الإغريقية ευγενες «أصيل» «كريم الأصل»)‏ هو تطبيق أساليب ومفاهيم الانتقاء على الإنسان، وعن وسائل تحسين خصائصه الوراثية. من المفترض أن يساهم تحسين النسل في الحد من ظواهر الانحطاط في تجميعة الجينات البشرية.
حظي تحسين النسل بشعبية واسعة في العقود الأولى من القرن العشرين، إلا أنه ارتبط فيما بعد بممارسات ألمانيا النازية مما أدى إلى تدهور سمعته كعلم. وفي الفترة بعد الحرب العالمية الثانية بات علم تحسين النسل محسوباً على جرائم النازيين مثل التصفية العرقية والتجارب على البشر وتصفية الفئات الاجتماعية «غير المرغوبة». ولكن بحلول نهاية القرن العشرين، ونتيجة التطور في علم الوراثة، عاد موضوع تحسين النسل وأهميته ووضعه الأخلاقي في العصر الراهن.
يدرس علم تحسين النسل البشري أفضل الشروط لتحسين الجنس البشري نوعياً، ووضع قواعد لتكاثر بشري حسن، كما يعرَّف بأنه الدراسة النظرية والعملية لكل الوسائل التي تستطيع أن تقي أو تحسّن العوامل الأقوى والأفضل للعروق البشرية، أو بقولٍ آخر، حماية الصفات الجينية الحسنة في الأجيال المقبلة. ويهدف تحسين النسل أولاً إلى تفادي ولادات أطفال مصابين بأمراض وراثية. ولا تقتصر غاية هذا العلم على إنشاء أفراد أقوى، بل إنجاب سلالات ذات قدرة متميزة من قوة الاحتمال والذكاء والشجاعة.
ولا يعد تحسين النسل علماً حديثاً، فقد كانت العادة في إسبرطة القضاء على الأطفال المشوهين، وقد أشاد الفلاسفة الإغريق بقيمة القوانين التي لا تسمح للأطفال المولودين حديثاً بأن يبقوا على قيد الحياة إذا لم تنطبق عليهم بعض القوانين التي وضعتها بعض لجان تحسين النسل. وقد عرض أفلاطون نفسه، عن طريق سقراط، برنامجاً للزواج يهدف إلى تحسين النسل.
وقد بقي الأمر على هذا النحو غير الدقيق حتى وضع الفيزيولوجي البريطاني فرنسيس غالتون (1822-1911) أسس تحسين النسل العلمي، واستعملَ هذا المصطلح للمرة الأولى، وذلك عام 1865 في مقالة له بعنوان «الموهبة الوراثية والطبع». ففي عام 1904عرّف غالتون هذا العلم بأنه «دراسة العوامل التي يُستطاع أن تُراقب اجتماعياً، ويمكنها أن ترفع الصفات العرقية للأجيال المقبلة أو تخفضها من الناحيتين الجسمية والعقلية». وفي العام نفسه بدأ غالتون بإلقاء محاضرات علمية عن تحسين النسل، وكانت غايته منها: منع تكاثر المعوقين (تحسين النسل السلبي)، وتنشيط تكاثر الأفضل وذلك لتحسين العرق (تحسين النسل الإيجابي).
وقد اقترح أن تقاس عبقرية فرد ما بالطريقة النسبية أي بعدد أفراد جمهرة ما تقع في التصنيف تحته أو تفوقه ذكاء. وهكذا استعمل أدوات قياس (جداول عشرية) تسمح بمعرفة ما هي نسبة الأفراد الذين يفوقون فرداً ما في ذكائهم. وقد بقي هذا المبدأ وهذه الطريقة مستعملين منذئذ في علم النفس التفاضلي. وفي تطبيقها تُلاحَظُ حادثة فكرية معينة عند عدد من الأفراد ثم يصنف الفرد الذي يُدرس بينهم.
وقد طبق غالتون الطريقة نفسها على الناحية الجسدية كالطول مثلاً، وربط بين الطول وذكاء الفرد أحياناً وتوصل إلى إيجاد معامل ارتباط، وبهذه الطريقة برهن كيف يمكن الربط بين الحوادث البيولوجية والاقتصادية والاجتماعية والجسدية وغيرها. وقد حَسَّن معامل الارتباط هذا أحد تلامذته الباحث في الرياضيات بيرسون.
ويبدو أن غالتون قد أتى مبكراً جداً أو متأخراً جداً بالنسبة لعصره، فهو مبكر جداً لأنه في نهاية القرن التاسع عشر لم تكن مبادئ الوراثة العلمية قد عرفت ولم يقم لمبادئ مندل وزن كبير في ذاك الوقت، وكان لابد من الانتظار حتى سنة 1925 ليأتي الأمريكي مورغان ومساعدوه ويقوموا بدراساتهم على ذبابة الخل drosophila، ليكتشفوا أن الجينات هي وحدات نقل الصفات وهي تشغل مكاناً ثابتاً على الصبغيات.
لم تستند آراء غالتون إلى المعارف البيولوجية الدقيقة، فالأعمال الأولى التي توصل إليها كانت مبهمة والنتائج التي حصل عليها تدعو للشك، كما أن تطبيقاتها كانت تؤدي إلى مشكلات كبيرة، إذ فرضت التعقيم والإخصاء على بعض الأفراد، ونشأت عن ذلك إيديولوجيات عرقية اعتقدت بهذا التطبيق. كما يمكن القول إن غالتون قد أتى مُتأخراً جداً لأن بعض المجتمعات كانت قد طبقت ما يطلبه قبل ذلك (كالإغريق مثلاً). ومن العلماء القائلين بتحسين النسل الفيزيولوجي الفرنسي شارل ريشيه (1850-1935)، والطبيب ألكسيس كاريل (1873-1944).
وقد اتخذت معظم الحكومات في أوروبا تدابير للحدّ من المعوقين عقلياً وجسدياً نتيجة الكثير من الأمراض الوراثية كمتلازمة داوْن أو (المنغولية أو التثلث الصبغي)، وهي شذوذ وراثي يتصف بوجود صبغي ثالث لاحق على زوج من الصبغيات في حين تكون بقية الصبغيات مزدوجة على نحو طبيعي، وفيها يولد أطفال من أمهات كبيرات السن، ويتزايد احتمال ولادة طفل بمتلازمة داون زيادة سريعة وأسية مع زيادة عمر الأم فيزيد الاحتمال من 1/2300 عند سن العشرين ليصير 1/100عند سن الأربعين. لذا يتخذ إجراء رئيسي هو بزل السائل الأمنيوسي للحوامل الأكبر سناً، لفحص ما إذا كان الجنين يحمل صبغياً إضافياً، ولديه فيما يحتمل أقل عدد من الجينات، ويسبب وجوده اضطراباً في توازن الجينوم البشري بحيث لا يستطيع البدن أن ينمو نمواً سليماً، كما أن وجود جين يؤدي للإصابة بداء رقص هَنْتنغتن Huntington’s Chorea، وهو مرض تظهر أعراض الحاملين لهذه الجينة في نحو الأربعين من عمرهم، وتتصف أعراضه باضطرابات عقلية وحركات رقصية تنتهي بموت المريض بالدنف والخرف.

## أقسامه
```
يقسم علم تحسين النسل إلى قسمين: تحسين النسل الإيجابي وتحسين النسل السلبي:
```

- تحسين النسل الإيجابي: هو الإنجاب التفاضلي أو الاصطفائي لمن يطلق عليهم اسم الأفراد المتفوقين على سواهم، وذلك في سبيل تحسين الرصيد الوراثي للجنس البشري.

ويعد هيرمان. ج. مولر من أهم المتحمسين لهذا النوع من الهندسة البشرية، وهو الذي دعا إلى تأسيس بنوك للنطاف المنوية لجمع مقدار منها من الواهبين الذين تختارهم لجنة مناسبة، وتخزين النطاف مدة حتى تتمكن لجنة الرقابة من التأكد من خصائص الواهبين، من حيث وفرة الصفات الوراثية المرغوبة. ثم يلجأ الباحثون إثر ذلك إلى تلقيح عدد كبير من النساء الراغبات من تلك النطاف المنوية لتحملن بشراً متفوقين وراثياً، والوصول إلى عالم أفضل. ويؤكد أصحاب هذا الخط العناية بخصائص الواهب من حيث الكفاءة العقلية الرفيعة والشخصية المفضَّلة اجتماعياً والخلو من العيوب الجسدية ذات العلاقة بالوراثة.
- تحسين النسل السلبي: يهدف إلى إنقاص تواتر وجود الجينات المرضية في جمهرة ما بطرقٍ غايتها إنقاص نسب ولادات أفراد يحملون أمراضاً وراثية، كالصرع وداء الزهايمر مثلاً. وهو يعني تطبيق الحَجْر، أو إصدار قانون، يمنع الأفراد حاملي الجينات المعطوبة المسببة للأمراض من الإنجاب. ويعتقد أصحاب هذا الاتجاه الشائع بأن بالإمكان تحقيق ذلك بالإرشاد المناسب، وبالإجهاض الاصطفائي أو بالتعقيم إما اختيارياً وإما إجبارياً.

وقد برهن علم تحسين النسل السلبي الحديث أن بعض العاهات المَوروثة تنتقل من الأبوين إلى الطفل على نحو مؤكد ومنتظم وكأنها تخضع لقواعد الرياضيات، ولذا كان من المنطقي إزالة انتشار هذه العاهات.
وهناك بعض الطفرات الجينية التي يطلق عليها اسم (BCRA2) وهي طفرة جينية حينما تصيب الأم والأب معاً فإن الطفل يولد سليماً ولكنه سيصاب حتماً بأورام متعددة حينما يبلغ السنة الخامسة والثلاثين أو الأربعين.
ونظرياً فإن القاعدة التي يمكن سلوكها سهلة، يجب أولاً الحؤول دون تكاثر المصابين بعاهات كالمتخلفين عقلياً والحاملين لعاهات جينية سائدة «قاهرة» (dominant). وهناك طريقة مجدية وهي أكثر طرق تحسين النسل استعمالاً، ويعمل بها منذ زمن بعيد وهي تنظيم الاقتران بين ذوي القربى.
إن الطريقة الوحيدة لإيقاف تكاثر الأفراد المصابين بعاهات هي التعقيم، وتضع تشريعاتُ بعض البلاد كالولايات المتحدة وكندا والسويد والدنمارك وسويسرة، شروطاً للتعقيم في سبيل تحسين النسل. وقد نوقش التعقيم في سبيل ذلك من الوجهة القانونية على نطاق واسع وفي مؤتمرات عدة.
يكون التعقيم مجدياً للقضاء على العاهات التي تحملها جينات سائدة والتي يمكن أن تعود فتظهر ثانية عن طريق الطفرات، أما العاهات في الجينات الصاغرة «المقهورة» (recessif) فلا يمكن الوصول إليها إلا ببطء وعلى نحو غير كامل لأنها في معظم الأحيان تنتقل عن طريق أفراد أصحاء يحملون هذا الجين. ولذا يجب ألاَّ ننتظر الكثير من التعقيم في سبيل تحسين النسل، كما يخشى خطر الإسراف في تطبيقه.
هناك وسيلة حسنة وهي تعريف الأفراد بالعوامل الجينية كي يبتعدوا عن الزيجات الخطرة وذلك بإشاعة التثقيف وإيضاح الخطورة التي قد يتعرضون لها، كما يمكن تقديم مساعدات مادية للأسر الكبيرة العدد والسليمة كإعطائهم القروض عند زواجٍ صحيح بغية تحسين النسل والإكثار من أولئك الحاملين لأفضل الصفات الوراثية.

## حديثا
علم تحسين النسل البشري: هو التهجين الانتقائي لتطوير الصفات العقلية، واستخدام طرق إجبارية للتخلص من غير المرغوبين اعتماداً على أن الطبيعة تضحي بكثير من الأحياء في سبيل إحياء الأصلح.
وعلى هذا وفق تحسين النسل لابد من إجهاض الجنين مما يمثل وجهاً حميداً لهذا العلم، وكذا الحال بالنسبة لغيرهم من المعوقين عقلياً الذين يشكلون لآبائهم حملاً كبيراً لا يرغبون فيه.
وبما أن الاستنساخ البشري سيصير قريباً حقيقة من حقائق الحياة والقوانين التي تحرمه، فإن علم الاستنساخ قد يحيي من جديد حركة تحسين النسل في المجتمعات البشرية.
إن مشكلة تحسين النسل، مشكلة مهمة في أي مجتمع، لأنها قد تتمخض عن أحداث ذات أثر عظيم في مصير الجنس البشري.

## تشوهات الأجنة
قد تنحرف الجينات وتحدث عيوباً وراثية لدى الأجنة، ولكن «انحرافات الجينات» لا تمثل في الواقع سوى واحد من العيوب الوراثية التي يتعرض لها جنين الإنسان، لأن التحول الطفري للجينات الذي يؤدي إلى تشوهات جنينية شديدة ومؤسفة هو أهم من الانحرافات.
إلا أن التجارب التي استطاعت إحداث تحولات مفاجئة (طفرية) في خلايا الثدييات، والتي تمكنت تعرف الخلايا المتطورة واستفرادها isolation، ودراسة العيوب الكيمياوية الحيوية المرافقة لهذه التغيرات قد أدت خدمات جُلَّى بالنسبة لكثير من الأمور التي كان الإنسان يجهل أثرها مثل: معرفة مفعول بعض الأدوية والعقاقير الحديثة وتأثير المواد المضافة للأغذية وتأثير الملوثات البيئية المختلفة من حيث قدرتها على إحداث التبديل الفجائي في خلايا الثدييات.
وقد ساعدت مثل هذه الدراسات، في نطاق هندسة الوراثة وتحسين النسل، على التخلص من كثير من الأمراض الوراثية المتأتية عن البيئة التي اصطنعها الإنسان. فقد أمكن للتقني المخبري أن يشخص كثيراً من التطورات المفاجئة بالجينات داخل الرحم، أي ما يتعلق بعيوب الصبغيات.
أما أهم الأمثلة في هذا المجال، أي المتعلقة بعيب في جين واحد فقد أمكن تمييزه بهذه الوسائل قد يكون:
- مجموعة أعراض كمتلازمة ليش نيهان Lesch Nyhan syndrome وقد كشف بفضل الكيمياء الحيوية، وهو مرض لا يصيب إلا الذكور من الأطفال ويتصف بظهور أعراض الرقص الكنعي وفرط التوتر العضلي وعسر البلع وإقياء وتخلف عقلي وترتبط هذه المتلازمة بفقدان إنظيم ضروري لاستقلاب البورينات. وهنا يتجلى أثر علم تحسين النسل درءاً لمثل هذه الحالات المحزنة.

وبما أن الأمر مرتبط بالكشف عن الصبغيات وفحصها والتدقيق فيها فإن العاملين في الهندسة الوراثية، أي هندسة الجينات قد عملوا على وضع ما يسمى بـ«خارطة الجينات» والغاية منها معرفة أي جينات تقع على كل صبغي، وتحديد الأنشطة الكيمياوية الحيوية التي تسببها في المرضى، الذين يعانون من انحرافات أو من شذوذ صبغية، ومحاولة تخطيط سبل لعلاج الحالة أو تخفيفها، وإذا ما توافر يوماً اختبار كيمياوي حيوي بسيط أمكن بفضله تعرف وجود زيادة أو نقص في الصبغيات، فإن ذلك يسهل تشخيص الأمراض الصبغية. ومن هنا تهدف خريطة الجينات تحديد موضع الجينات المختلفة على الصبغيات والكشف عن جينات تعمل أحياناً، وتتوقف عن العمل أحياناً أخرى.
ولكن لابد من وجود طرق معينة تجعل جينات معينة تعمل في الخلايا، بحسب طبيعة نشاطها، دون الجينات الأخرى، فالجينات المسؤولة عن صنع خضاب الدم hémoglobine مثلاً، تنشط فقط في الخلايا التي تصنع الدم. ولكنها تكون سائدة في خلايا باقي أجزاء البدن.
وقد تمكنت الهندسة الوراثية من الكشف عن الجينات المعيبة والتخلص منها أحياناً، أو تكييفها وذلك بفضل الأساليب الجديدة التي تُوُصِّل إليها لا في نطاق الوراثة البشرية فحسب، بل في الأوساط الحيوانية والزراعية أيضاً.

## هندسة الوراثة
إن التقدم المذهل في مجال الجينات، ومعرفة موقع 30.000 - 40.000 جين في جسم الإنسان، وإن كان لا يوحي بأن العلم قد عرف كل وظائفها حتى الآن، أو كيف يتداخل عمل بعضها مع بعض ومع البيئة، فإن ذلك يؤلف قاعدة للإسهام كمساعد رئيسي لعلم تحسين النسل حيث يلتقي استيلاد أناس أقوياء خالين من العاهات المرتبطة ببعض الجينات. ويبدو أنه مع تقدم القرن الحادي والعشرين تحوّل التركيز في التقانات الحيوية تدريجياً إلى تحديد طريقة عمل الجينات وتفاعلها بعضها مع بعض، وهو ما يدعى علم وظائف الجينات -- # وصلة ممنوعة 1778 # --al genomics وسيشكل هذا العلم أكبر قاعدة في علم تحسين النسل في المستقبل، وخاصة إذا تمكن العلماء من فصل الجينات التي تتحكم في خصائص معينة متعددة، بصورة منفردة، مثل شكل أجسامنا، ونماء عقلنا وأجهزتنا الغدية والعصبية والسلوكية، كما سيكون بالإمكان التحكم في الجينات التي تتحكم في تطوير أعضاء كاملة، بعد أن يكون العلم قد تجاوز المرحلة الحالية التي لا تستطيع إلا نقل قطع من الدنا DNA من كائن إلى آخر بصعوبة، وذلك بغرض تعديل وظائف البدن والعقل.
وتركز البحوث الجينية اليوم على تحديد الجينات الخاصة بالتصرف والسلوك والذاكرة، لكن الصعوبة هنا كبيرة جداً لأن بعض أنواع السلوك يتأثر بالجينات، ويرتبط بشبكة معقدة منها كما يرتبط بمؤثرات بيئية، وحدثت اكتشافات مهمة في عام 1996-1997 في أربع جامعات أمريكية حينما أمكن استفراد جين يؤثر في الذاكرة، حتى إن «والتر جيلبرت» يتفاءل بإمكانية تصنيع أدوية تساعد الأشخاص الذين يعانون من ضعف الذاكرة.
إن التحام علم تحسين النسل البشري، والمعجزات العظيمة في علم الجينات يشكل شيئاً جليلاً ولكنه لا يعادل ما صنع الانتقاء الطبيعي natural selection من معجزات. ومع ذلك فإن هذه الكشوف البيولوجية الرائعة ستطرح مشكلات أخلاقية كثيرة منها:
```
سيصير مصير الإنسانية نتيجة لذلك في مهب الريح، لأن الطبيعة سوف ترد على ذلك في زمن غير متوقع وبطريقة غير منظورة.
```

إننا بالفعل من خلال علم تحسين النسل والتطورات في المجال الجيني تحت رحمة هذه التوجهات، ذلك أنها ما إن توجد، حتى يصير من الصعب إرجاعها القهقرى.
وفي الثمانينات دعا الفيزيائي وليام شوكلي، الحاصلين على جوائز نوبل، وهو منهم، إلى الإسهام في بنك للنطف، ويمكن لأي أنثى مؤهلة، أن تؤدي بعد ذلك مهمتها تجاه الإنسانية، في تحسين الجنس البشري، عن طريق تلقيحها من بنك نطف هؤلاء المتفوقين فكرياً.
إن إحدى المخاطر على المدى البعيد، هو أن الأغنياء سيتمكنون من تحسين خطهم السلالي، في حين لا يستطيع الآخرون ذلك، مما يترك بقية المجتمع في المؤخرة، ويخلق نظاماً بيولوجياً جديداً للطبقات. ويقول غريغوري كافكا: «إن أي حركة كهذه، تهدف إلى التطوير الجيني، يمكنها إرساء عدم المساواة الاجتماعية مجدداً، على أن ذلك سيتم على أسس جديدة، وقد تختفي الأرستقراطيات القديمة حسب المولد أو اللون أو الجنس، لتحل مكانها أرستقراطية جينية جديدة. إن التصدعات العميقة في المجتمع، يمكن أن تتسع لتصير هوة عميقة، إذا توافر للأغنياء فقط، إمكان اختيار خطهم الوراثي».

## تناسل أفضل
وبين المؤيدين الأكثر تحمساً نجد البيولوجي دافينبورت، وهو مؤسس مخبر سبرنك هاربر ومؤسس مكتب سجلات تحسين النسل البشري، حيث جمع هذا المكتب معلومات عن آلاف العائلات الأمريكية من أجل البحث الوراثي. وبعد البرهان على وراثة لون العين والجلد والشعر، ذهب دافينبورت إلى إثبات وراثة سجايا traits مثل استمراء الصدقة والإجرام والبلاهة. وقد أكد في رسالة له نشرت أن إمكانية أن يصير المرء ضابطاً بحرياً إن هي إلا سجية موروثة ومكونة من سجيات فرعية subtraits للتلاسوفيليا thalassophilia (حُبّ البحر)، وفرط الحركة hyperkineticism (التَّسفار أو شهوة التجوال). وبملاحظة قلة الإناث كضابطات بحريات، استنتج دافينبورت أن هذه السجية خاصة بالذكور.
أسَّس دافينبورت وآخرون الجمعية الأمريكية لتحسين النسل في العشرينات، وقد مولت هذه الجمعية «مسابقات العائلات الأنسب» في معارض الولايات المتحدة في مختلف أنحاء الولايات المتحدة، حيث كان المشاركون يُثمِّنون تماماً كما تُثمن الأبقار والنعاج في المعارض. ولكن ما كان أقل إمتاعاً هو مساهمة بعض الاختصاصيين بتحسين النسل البشري في إقناع أكثر من 20 ولاية أمريكية بالسماح بتعقيم الرجال والنساء في السجون والمصحات العقلية وحثهم الحكومة الفيدرالية على الحد من هجرة الأجناس «غير المرغوبة».
لكن هذا العلم قد يثار من جديد بعد أن اتسعت قاعدته العلمية بفعل تطورات جديدة في علم هندسة الجينات.